# Nurettin Canikli
Nurettin Canikli, né le 15 mai 1960 à Alucra, Giresun, est un homme politique turc.

## Formation
Diplômé de département des finances de la faculté des sciences politiques d'Université d'Ankara en 1982, fait son master à l'Université de Sheffield.

## Carrière professionnelle
Il commence à travailler au ministère des finances, devient inspecteur des finances, chef de département des revenus, directeur-adjoint des revenus, trésorier d'Istanbul en 1997 quitte le secteur public, devient conseiller des finances et chroniqueur sur l'économie dans le journal Yeni Şafak.

## Vie politique
Il cofonde le parti de la justice et du développement en 2001. Il est député de Giresun (novembre 2002-juin 2015 et novembre 2015-juin 2018) et d'Istanbul (depuis 2018), président de la commission des entreprises publiques (2004-2007) vice-président du groupe AKP dans la Grande assemblée nationale de Turquie (2007-2014, 2015-2016), vice-président d'AKP (2002-2003 et depuis 2019).

## Fonctions ministérielles
Il est ministre des douanes et du commerce (2014-2015), vice-premier ministre (2016-2017) et ministre de la défense (2017-2018).